# Wilhelm Ludwig Alers
Wilhelm Ludwig Alers (* 22. Dezember 1802 in Uetersen; † 19. März 1869 ebenda) war ein deutscher Advokat und Dichter.

## Leben

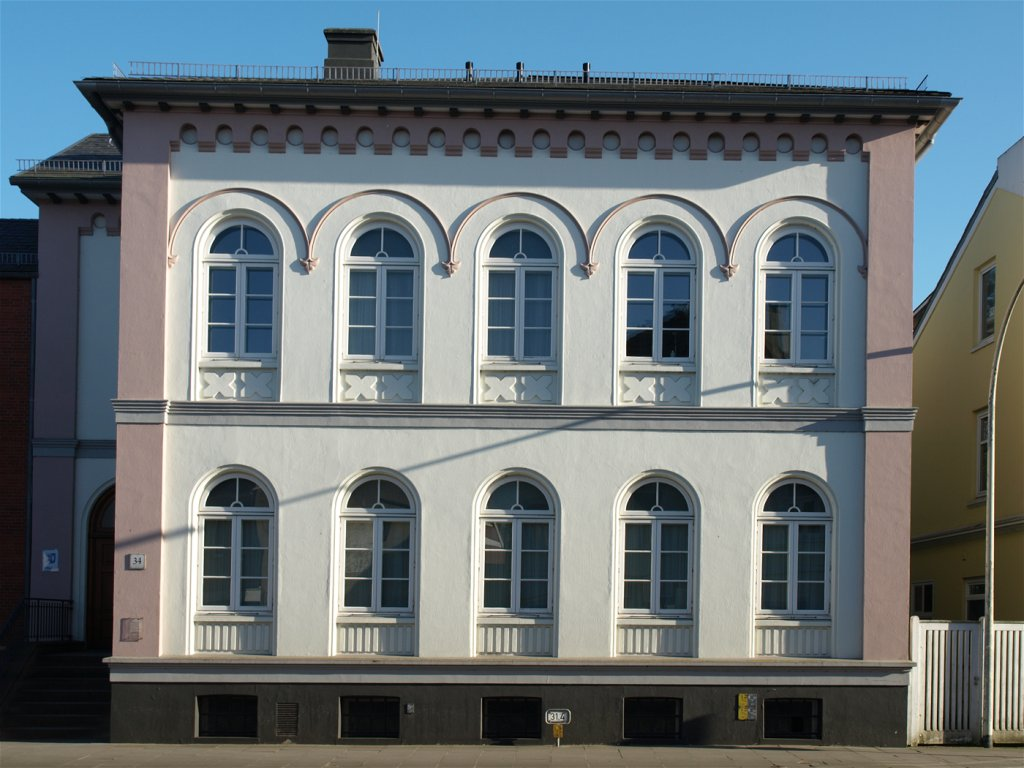
Das ehemalige Amtsgericht in Uetersen, Alers letzte Arbeitsstätte

Er war der Enkel des Philosophen und Predigers Christian Wilhelm Alers (1737–1806) und studierte ab 1822 die Rechtswissenschaften an der Christian-Albrechts-Universität zu Kiel. 1824 und 1825 machte er sein Examen in Glückstadt und war ab 1826 Untergerichtsadvokat am Amtsgericht in Ahrensbök. 1829 zog Alers nach Neumünster und ließ sich 1832 als Advokat in Kiel nieder. Später zog er wieder in seine Heimatstadt zurück und war Untergerichtsadvokat am Amtsgericht Uetersen.
Alers verfasste zahlreiche Gedichte, die sich mit der Vaterlandsliebe und mit menschlichen Schicksalen auseinandersetzten. Nebenbei verfasste er eine Rede in Jamben für das Taubstummen-Institut zu Schleswig. (1823)